# Bezena, Ruše
Bezena je naselje v Občini Ruše. Leta 2015 je imelo 559 prebivalcev.